# 월터 케이니그
월터 케이니그(Walter Koenig, 1936년 9월 14일 ~ )는 미국의 배우이다.

## 출연 작품
- 노빌리티 (2015)
- 블루 드림 (2013)
- 인에일리어너블 (2008)
- 본 이터 (2007)
- 매드 카우걸 (2006)
- 스타 트랙 7 - 넥서스 트랙 (1994)
- 스타 트랙 6 - 미지의 세계 (1991)
- 문트랩 (1989)
- 스타 트랙 5 - 최후의 결전 (1989)
- 스타 트랙 4 - 귀환의 항로 (1986)
- 스타 트랙 3 - 스포크를 찾아서 (1984)
- 스타 트랙 2 - 칸의 분노 (1982)
- 스타 트랙 (1979)
- 스타 트렉 : 디 오리지널 시리즈 시즌1 (1966)